# Chester (musikalbum)
Chester är en EP av Josh Rouse och Lambchop-medlemmen Kurt Wagner. Den gavs ut 1999 av Slow River Records.

## Låtlista
| Nr           | Titel                         | Längd |
| ------------ | ----------------------------- | ----- |
| 1.           | Somehow You Could Always Tell | 2:54  |
| 2.           | That's What I Know            | 3:31  |
| 3.           | Table Dance                   | 6:10  |
| 4.           | 65                            | 3:28  |
| 5.           | I Couldn't Wait               | 4:05  |
| Total längd: | Total längd:                  | 20:08 |